# Roumazières-Loubert
Roumazières-Loubert är en kommun i departementet Charente i regionen Nouvelle-Aquitaine i västra Frankrike. Kommunen ligger  i kantonen Saint-Claud som ligger i arrondissementet Confolens. År 2018 hade Roumazières-Loubert 2 490 invånare.

## Befolkningsutveckling
Antalet invånare i kommunen Roumazières-Loubert
Referens:INSEE